# William Riker
William Thomas "Will" Riker är en fiktiv figur i TV-serien Star Trek: The Next Generation och spelas av Jonathan Frakes. Han är kommendörkapten och försteofficer på rymdskeppet Enterprise, under kommendör Jean-Luc Picards ledning.